# Утицај Априлског рата на операцију Барбароса
Дана 10. априла 1941, петог дана напада на Краљевине Југославију и Грчку који је још увек био у току, у немачкој Врховној команди Оружаних снага, у Врховној команди Копнене војске, у штабовима армија и дивизија почиње организовање извлачења свих расположивих јединица из борбе. Рат против Краљевине Југославије је био добијен а снаге још раније планиране за напад на Краљевину Грчку операцијом „Марита“ више него довољне. Могло се приступити њиховом транспортовању назад, на концентрацијске положаје са којих су дошле или ка којима су биле упућене па скренуте далеко на Истоку, ка границама Совјетског Савеза.
Прво је био заустављен транспорт трупа и материјала из Аустрије ка бојиштима у Југославији. Следећа два-три дана, неке јединице из резерве 2. армије биле су упућене назад, одакле су дошле. О свему томе сведочи читав низ података у ратним дневницима Врховне команде Оружаних снага и начелника штаба Главне команде Копнене војске, генарл-пуковника Франца Халдера. Адолф Хитлер је свакодневно ургирао код генерал-пуковника Халдера да се што брже и прецизније организује повлачење појединих делова Вермахта. Халдер је чинио све што је било у његовој моћи али му се, по сопственој изјави чинило, да је било лакше доћи на Балкан него се са њега извући.
Сви напори највишег немачког командног особља и свих штапских служби, нарочито транспорта, несу лако успевали да савладају све препреке. А њих на Балакну има заиста много – мала проточност железничке мреже, малобројне комуникације, лоша путна мрежа и њихова тешка проходност. Неопходно је било да се освеже и људи, а пре свега посаде тенкова као и ратна средства, и да се стари и похабани мотори у тенковима замене новим.
У штабовима се даноноћно радило на праћењу кретања колона и железничких композиција. Изналазила су се веома необична решења: услед слабе мреже путева и пруга, из Грчке ће један део јединица бити пребациван бродовома у Италију, у Таранто, по одатле железницом кроз Италију, преко превоја Бренер, у Аустрију, на ремонт и генерално освежавање и попуну остале ратне опреме. Уз све то, до почетка напада на СССР све немачке јединице из Грчке и Југосалвије неће успети да стигну на време на будући Источни фронт. И то не само у први или други ешалон, него чак ни у резерву.
Краљевину Југославију је са севера напала 2. армија под командом генерал-пуковника Максимилијана фон Вајкса са девет дивизија. Она је разрадом плана „Барбароса“ била предвиђена као главна оперативна резерва Групе армија „Центар“ у нападу на СССР, која је требало да надире према Москви и да се потпуно ангажује у брзом сламању отпора Црвене армије.
Због учешћа у нападу на Краљевину Југославију, 2. армија није могла на време да заузме свој распоред у нападу на СССР. Уместо планираног покрета ка Варшави, била је упућена на северну границу Југославије. Састављена од пешадијских јединица, та армија заиста није могла на време да стигне на совјетски фронт. Када је напад на СССР почео, она је још била у Пољској; 3. јула је прешла совјетску границу, а тек око средине јула стигла је на фронт према Москви, смањених способности за акцију због дугог траснпорта и усиљених маршева.
Претходнице 2. армије под командом генерал-пуковника фон Вајкса, у ствари стигле су тек 10. јула на реку Березину. Што ће рећи после већ завршених тешких битака код Бјалистока и Минска.
Док је темпо операција плана „Барбароса“ добијао на замаху у Југославији су се још увек укрцавани последњи велики транспорти ка Совјетском Савезу. Када су кренуле 73. пешадијска дивизија, и из рејона Београда 46. и 294. пешадијска дивизија – у Србији је већ било очигледних предзнака и устаничког покрета КПЈ поред већ, од 10. маја, активног покрета ЈВуО пуковника Драгољуб Михиловића.
Нацистичка Немачка нападом на Краљевину Југославију 1941. није изгубио ни људство ни материјал колико је изгубио драгоцено време. А то јесте оно што је било ненадокнадиво. Према доктору Херберту Михаелсу, професору историје на Берлинском универзитету, немачки губици у рату са Краљевином Југославијом били су изузетно мали: 151 погинуо, 393 рањена и 15 несталих официра, подофицира и војника. Губици Вермахта и Вафен СС-а у Југославији у односу на губитке у целокупном рату на Балкану 1941. у процентима износе: погинулих око 8%, рањених око 12% и несталих око 5%. Из тога проистиче да је од укупних губитака у рату на Балкану, у Краљевини Југославији није било ни 1/10. 90% Немаца погинуло је у борбама против Грка и Британаца.
Ерих Винхолд је у свом запису „Према Београду и Атини“ рекао: „ У ратном походу на Југославију најмање је крви проливено у целом Другом светском рату. Било је неких јединица које су од Граца до грчке границе промарширале не испаливши притом скоро ни један једини метак.“
Немачка је Априлским ратом претрпела губитак у једном од три основна елемента – снага, простор и време – најпресуднија за вођење било ког рата. Време је у војном смислу „интервал трајања потребан за припрему и извођење појединих или укупних борбених дејстава“ – тј. рата.
Ако се Априлски рат 1941. оцењује с гледишта изгубљеног времена за Немачку, онда се добија потпуно нова димензија.
На „Саветовању о ситуацији у Југославији“ 27. марта, Хитлер је, доносећи одлуку о нападу на Краљевину Југославију, саопштио својим највишим официрима да се операција „Барбароса“ мора одложити за четири седмице. До тада је 15. мај 1941. био специјалним наређењем означен као дан до кога морају бити завршене све припреме за напад на СССР. Операција „Барбароса“ ће отпочети тек 22. јуна, што значи 37 дана касније, или пет седмица, а не како је по Хитлеровом наређењеу било планирано четири. И не свим снагама које су биле планиране за напад на СССР. Неке елитне и веома битне офанзивне јединице – пре свих оклопне – због учествовања у нападу на Краљевину Југосалвију и Краљевину Грчку закасниће веома много са ступањем у борбени поредак на будућем Источном фронту. Напад на Грчку – операција „Марита“ каснио је због прикупљања снага за напад на Југославију безмало недељу дана. Уместо 1. отпочео је 6. априла. Те јединице су због замора људства, а пре свега због хабања ратне технике и потребе ремонта и преоружавања закасниле да се укључе у распоред на концентрацијском простору. Реч је о закашњењу немачких јединица које су морале да стигну у састав офанзивних или резервних ешалона и то након одлагања плана „Барбароса“ за 22. јуни. Тиме је силина удара немачких снага на појединим секторима била осетно смањена а тај секундарни фактор је био последица краткотрајног Априлског рата. О свему овоме постоје многобројни докази, подаци и сведочења.
Адолф Хитлер, (Бункер Рајхсканцеларије у Берлину, фебруара 1945, неутврђеног дана):
„Против наше воље били смо присиљени да се с оружјем умешамо у догађаје на Балкану, због чега је неминовно проистекло закашњење почетка напада на Русију“.
Вилхелм Кајтел, фелдмрашал, начелник штаба Врховне команде Оружаних снага (Нирнбершки процес):
„Желео бих још једном да истакнем како је одлука да се нападне Југославија унела потпуну пометњу у све војне припреме и поступке предузете до тог часа. Нове снаге морале су бити доведене са севера, преко Мађарске. Да није било те наше интервенције на Балкану, напад на Русију започео би много раније. Из те интервенције проистекле су за нас многе непријатности.“
Хелмут Грајнер, генерал-мајор, хроничар „Ратног дневника“ Врховне команде Оружаних снага:
„Напад на СССР требало је да уследи средином маја 1941. Одлагање напада до 22. јуна последица је одлуке да се нападне Југославија. И при најповољнијим околностима, уз најбрже окончање похода на Југославију и Грчку, било је потребно одложити подухват „Барбароса“ отприлике за пет седмица, дакле до друге половине јуна.“
Валтер Варлимонт, генерал-потпуковник, помоћник начелника Оперативног одељења Врховне команде Оружаних снага (изјава – сведочење на Нирнбершком процесу):
„ … Када је реч о утицају балканског похода на рат на Истоку, онда треба у том походу разлучити „Подухват 25“, напад на Југославију, од операције „Марита“, напада на Грчку. Зашто? Зато што рат против Грчке уопште није имао утицај на рат против совјетске Русије. Напротив, да би могао напасти Русију, Хитлеру је био услов да прошири тај рат претходним нападом на Грчку, где су биле британске трупе и њихови аеродроми. Циљ тог превентивног напада, на Грчку, пре свега је био заштита нафтоносних извора без којих се више не би могао водити никакав рат, и обезбеђење бока за напад на СССР. Према томе, „Марита“ је била планирана увертира за „Барбаросу“. За „Мариту“ су снаге биле правовремено концентрисане у Бугарској. Напад на Грчку, време трајања тог рата, укључујући и повратак трупа са бојишта, све је то требало да буде окончано до 15. маја. Од тог датума, на концентрацијском простору, немачке Оружане снаге могле су да очекују Фирер-бефел за „Барбаросу“ Б-дан (дан напада).
Међутим, тада је био извршен преврат у Београду. То све мења из основа. Искрсава „Подухват 25“, напад на Југосалвију. Мој шеф Јодл се енергично супротставио рату против Југосалвије. У кругу Оперативног одељење шеф је тврдио да ће та кампања довести до ненадокнадивог губитка времена. Предложио је Хитлеру да принуди Југославију на покорност другим средствима. Хитлер није хтео да га слуша. Подвикнуо му је да умукне.
Ми у Оперативном одељењу били смо свесни чињенице колико је наше командовање скупо стајало поход на Југосалвију. Прво, у изгубљеном времену до зиме. Затим, уследиле су и многе друге импликације. Једноставно, то су теме о којима смо избегавали да говоримо.“
Евалд фон Клајт, фелдмаршал, током напада на Краљевину Југославију у чину генерал-пуковника и командант Прве Оклопне групе у Бугарској (послератана изјава):
„Тачно је да снаге које смо ангажовали у рату на Балкану у поређењу са нашим свеукупним снагама нису биле замашне, али је у њиховом саставу био сразмерно велики број тенкова. Група тенкова која је требало да надире према руском фронту у јужној Пољској, учествовала је у балканском походу. С великим бројем тенкова требало је извршити продор до Пелопонеза, на југ, а затим цео исти тај пут превалити натраг. Пре нових операција они су морали ићи на ремонт, а посада на освежење.“
Герд фон Рундштет, фелдмаршал, командант Групе армија „Југ“ у нападу на СССР (послератна изјава):
„Припреме моја Групе армија биле су заустављене због успореног пристизања оклопних дивизија са Балкана. То је, у спрези са временским приликама, био одлучујући фактор за одлагања напада на совјетску Русију.“
Фон Рундштетова изјава се, по свему судећи, односи на пету седмицу одлагања напада на СССР. Јер Хитлер је тај напад већ 27. марта одложио својим наређењем за четири седмице. Успорено пристизање дивизија са Балкана утицало је, према томе, само на то да се рок који је Хитлер одредио прекорачи.
Гинтер Блументрит, генерал-мајор, начелник штаба 4. армије током операције „Барбароса“ (изјава у заробљеништву):
„Да ли је пуч у Београду био подржан са Запада или је то учинио СССР, није на нама, војницима, да просуђујемо. Али, у сваком случају, најмање је био потребан Хитлеру и сигурно је да га је он најмање инсценирао. Тај пуч, напротив, био је такво непријатно изненађење да је готово цео тадашњи план операција 12. армије у Бугарској окренуо наопачке. Примера ради: фон Клајстове оклопне дивизије из Бугарске морале су – уместо на југ једним делом да крену на северозапад, правцем ка Београду. Даља импровизација биле су операције 2. армије. Те јединице су из марша развијане у напад на Југославију. Ове компликације принудиле су нашу Врховну команду на промену датума кампање на Истоку са месеца маја за – јуни.“
Франц Халдер, генерал-пуковник, начелник штаба Врховне команде Копнене војске (записник о Хитлеру):
„Кампања у Југославији и, такође, потреба да се прошире циљеви у вези са Грчком, присилиле су Фирера да одложи напад на совјетску Русију за неких осам седмица.“
На непосредно питање у писму упућеном Халдеру шта би, осим одлагања на Истоку – због кампање у Југославији и потребе да се прошире циљеви у вези са Грчком (* првобитни немачки циљ био да се ограничи на заузимање већег дела, али не и целе Краљевине Грчке. Доцније, тек уз напад на Краљевину Југосалвију, постављени циљ проширен је до заузимања острва Крит *) – могао још о том одлагању да каже, односно коју би чињеницу, по њему требало истаћи за боље разумевање даљег развоја догађаја, бивши начелник штаба Врховне команде Копнене војске, такође у писму, одговорио је да више не би ништа имао додати ономе чим је већ допунио свој извештај Хитлеру, поднет му у среду 30. априла. Текст тог извештаја лично је сам Халдер унео у „Ратни дневник“. Допуну је предао после рата писмено Ханс-Адолфу Јакобзену, који је средио и публиковао његов „Ратни дневник“. Јакобзен је то допунско објашњење унео у „Ратни дневник“ под истим датумом – 30. април, али као фусноту под бројем 6.
Франц Халдер, генерал-пуковник, начелник штаба Врховне команде Копнене војске, („Ратни дневник“, 30. април 1941):
„15:00 часова, извештај Фиреру:
1. Временски рок припрема за „Барбаросу“
Трећи ешалон: мирнодопски ток превоза од 8. априла до 20. маја – 17 дивизија из домовине и са Запада. 
Четврти А-ешалон, форсирани ток превоза трупа, од 3. јуна до 23. јуна – девет дивизија и јединица са Запада.
Четврти Б-ешалон, ток превоза трупа, од 3. јуна до 23. јуна – 12 оклопних и 12 моторизованих дивизија из Рајха, са запада и Југоистока.
Убрзавање транспорта немогуће због неопходног одмора. Неће стићи правовремено две оклопне дивизије – 2. и 5. и једна моторизована – 60.“
Допуна извештаја – обајшњење историчара Јакобзена:
„Халдер поново указује на то да ратни поход на Исток није отпочет са довољно расположивих снага, како је претходно планирано, углавном зато што су бројне јединице морале бити задржане на Балкану, односно ангажоване у Северној Африци.“
Максимилајан фон Вајкс, фелдмрашал, током напада на Краљевину Југосалвију у чину генерал-пуковник командант 2. армије (Нирнбершки процес):
„ ... Каквог је све утицаја „балканска кампања“ имала – а сигурно је имала – на ток рата, то је ствар стручне анализе и спада у сферу војнонаучних истраживања. Међутим, са командантског становишта, ја могу да кажем да је рат на Балкану 1941. био потпоручнички рат.“
Хајнц Гудеријан, генерал-пуковник, командант оклопне групе у нападу на СССР (мемоарско сведочење):
„Прикивање јаких немачких снага у Африци, као и у Бугарској, затим у Грчкој и Србији, последица су италијанске самовоље и грешака на Балкану, а то је наше снаге ослабило на одлучујућем ратном попришту.
Већ 27. марта извршен је државни удар у Београду који је силама Осовине покварио рачуне. Совјетски Савез и Југосалвија закључиле су 5. априла пакт о пријатељству, а 6. априла отпочео је балкански ратни поход у коме нисам имао никаквог учешћа. Јединице које су се бориле у том рату истакле су се и допринеле његовом брзом завршетку. Београд је пао 12. априла, 17. априла капитулирала је југословенска војска, а 23. априла исто је то учинила и грчка војска упркос британској помоћи.
Мада са рат на Балкану брзо завршио и трупе које су у њему учествовале а биле одређене за рат против Совјетског Савеза брзо назад превезене, ипак је због свега тога знатно одложен почетак нашег напада на Совјетски Савез.“
Буркхарт-Милер Хилдебрант, генерал-мајор, у нападу на Краљевину Југосалвију у чини мајора ађутант начелника Главног штаба Копнене војске (војна студија):
„Поход на Југославију, који је до сада постао неопходан, крио је у себи опасност да се почетак „Барбаросе“ толико одложи да озбиљно нашкоди његовом спровођењу. Због непланираног рата против Југославије одложен је завршетак концентрације снага за „Барбаросу“ отприлике за шест седмица – од 15. маја за 23. јуни. Треба, међутим, рећи да би почетак операције „Барбароса“ морао бити одложен и због касног пролећа. Средином јуна било је још доста поплава у долинама река на пољско-руском подручју. Због тога се може рећи да је рат против Русије, да није било рата против Југославије могао почети једну до две седмице раније, али не више.“
(ВАЖНА НАПОМЕНА: Хилдебрант у наставку своје студије детаљније је оценио овај проблем у целини).
Алферд Јодл, генерал-пуковник (суђење у Нирнбергу):
„Бранилац, професор др Екснер:
- Да ли су југословенски догађаји имали утицаја на Фирерове одлуке?
Јодл (у својству сведока):
- Они су били пресудан чинилац. Дотад је код Хитлера још увек било двоумљења. Тек 1. априла, не раније, 1. априла донео је неопозиву одлуку да поведе рат против Русије и 1. априла је тај напад предвидео за 22. јун. Што се тиче наредбе за напад, коначне одлуке о тој кампањи издате су 17. јуна, што је уосталом документима утврђено.“
Ерих Редер, гросадмирал, Врховни командант немачке Ратне морнарице – Кригсмарине, („Ратни дневник Кригсмарине“, 3. април 1941):
„Закашњење операције због Балкана: „Барбароса“ се одлаже за пет седмица.“
Курт Асман, вицеадмирал, начелник Историсјког одељења Врховне команде Оружаних снага (војна студија):
„Одређено је да се све припреме за кампању с конспиративним називом „Барбароса“ окончају средином маја. Овај датум почеткам операција остао је непромењен током зиме 1940/1941, у време када је планирана кампања „Марита“. „Марита“ је у почетку била ограничена на план окупације северне Грчке, с циљем да се помогне италијанска офанзива у Албанији која је била застала, а у складу с директивама Адолфа Хитлера издатим 17. марта. Снаге предвиђене за овај подухват нису узимане у обзир при концентрацији снага против Русије. Штавише, датум почетка „Барбаросе“ није био одложен ни онда када је по Хитлеровом наређењу од 22. марта балканска кампања проширена као последица британског искрцавања у Грчкој, тако да је обухватала целу Грчку са Пелопонезом. Веома прихваћено веровање да је британска интервенција у Грчкој изазвала одлагање датума почетка извођења „Барбаросе“ – није тачно. Напротив, извођење тог плана одложили су догађаји у Југосалвији.
Југословенска влада, која је 25. марта приступила Тројном пакту, оборена је државним ударом у Београду. Хитлер је одмах донео одлуку да се поведе кампања против Југославије. Сада је требало знатно повећати снаге. Девет дивизија од оних предвиђених за „Барбаросу“ пребачено је на тај задатак. 3. априла, три дана пре почетка кампање на Балкану. Врховна команда закључује: ’Дан почетка операције „Барбароса“ одлаже се за најмање четири седмице због операција на Балкану. ’ Даље одлагање од неких десет дана уследило је због необично јаких киша у мају.
Нема сумње да је губитак од готово шест драгоцених летњих седмица одлучно и неповољно утицао на исход операција на Истоку.“
Лотар Рендулиц (Рендулић), генерал-пуковник (изјава – сведочење):
„Као војни писац могу да кажем да има веома мало литеретуре о рату Немачака – Југославија у априлу 1941. Не знам да ли је игде разматран аспект овог ратног сукоба ...
Говорио сам вам, дакле, о томе да је Хитлер, по мом мишљењу, прецењивао отпор које се могао очекивати у Југославији. Прецењујући, дакле, тај отпор, као Врховни командант немачког Вермахта поверовао је да је неочекивано брзи слом уследио као искључива последица снаге, моћи и способности Немачке, а не и слабости, немоћи и неспособности противника. Због тог прецењивања Хитлер је пао у еуфорију тријумфа.
После лаке и јефтине победе над Југославијом и Грчком, надао се да ће исто тако лако победити и на Истоку. Мислим да је балканска кампања заварала Адолфа Хитлера. Она га је учинила до апсурда самоувереним и свемоћним војсковођом. Мислим, дакле, да и та компонента рата против Југославије уопште није изучена, а ипак је од извесног значаја.
У време напада на Југославију 1941. налазио сам се као командант 52. дивизије у Француској (тада у чину генерал-потупуковник – пр. а.) За почетак рата са СССР-ом сазнао сам 22. јуна из званичног саопштења преко радија.
После шестомесечних даноноћних борби на територији Совјетског Савеза, са својом дивизијом нашао сам се у области Јухнова. Снаге моје дивизије, која је стигла комплетна на руско бојиште (око 15.000 војника – пр. а.), тада су се већ толико истопиле да су спале испод половине. Тих дана наше прогнозе у исход рата нису више биле тако оптимистичке. Трагали смо за најкрупнијом грешком. Ми, дивизијски команданти, сагласни смо да је напад на Русију закаснио. Зашто тек 22. јуна, истог дана када је и Наполеон пре 169 година пошао у напад?
Да смо напали, како је то било предвиђено, око 15. маја, и да смо продирали истим темпом као што смо продирали после 22. јуна, онда наша операција „Тајфун“ не би отпочела 2. октобра, него четири-пет седмица раније, дакле крајем августа. Шта би то значило лако је проценити.
Бавећи се војним студијама после рата, чуо сам разне оцене закашњења напада на совјетску Русију. Већина, међу које спадам и ја, сматра да је кривац за то напад на Југославију. За колико је седмица тај напад одложио план „Барбароса“, то је веома тешко рећи. Као командант, међутим, не сматрам да су пролећен временске прилике толико неповољан фактор за нападача. Исто тако су неповољне и за одбрану. Могу бити, чак, повољније за напад него за одбрану, како кад и како где ...“
Карл Ритер, изванредни посланик и делегат Министарства Спољних послова при немачкој Врховној команди Оружаних снага:
„Ово одлагање присилило је Немце на зимску битку пред Москвом, и ту је изгубљен рат.“
Како се закашњење немачких јединица на операцију „Барбароса“ у потпуности манифестовало до сада није било подробније истраживано. Начелник штаба Врховне команде Копнене војске, генерал-пуковник Франц Халдер, нпр. жали се у свом „Ратном дневнику “ да 1. СС оклопна дивизија, елитна СС моторизована дивизија, која је требало да буде у саставу 14. моторизованог корпуса 1. оклопне групе, неће бити на време спремна. А половина те моторизоване и елитне јединице учествовала је под командом 12. армије у балканском походу. Пример 2. оклопне дивизије показује какву је својеврсну „одисеју“ доживела од похода на Југославију и Грчку до доласка на Источни фронт.
2. оклопна дивизија била је формирана у граду Вирцбургу, у Немачкој 15. октобра 1935. Учествовала је и у „Аншлусу“ Аустрије и окупацији Чехословачке. У рату против Пољске, под новим командантом, генерал-потпуковник Рудолфом Вајелом учествовала је у опкољавању пољских трупа код Брест-Литовска и напредовала је до немачко-совјетске демаркационе линије. У рату на западу 1940. поново се истакла – прва је стигла до Ламанша код Абевила, а у другој етапи, до швајцарске границе. Два пута је била похваљивана у ванредном саопштењу немачке Врховне команде – „Зондермелдунгу“, као једна од најуспешнијих оклопних јединица. Њен командант, генерал-потпуковник Вајел био је одликован са два Гвоздена крста и једним тзв. Витешким крстом.
У припреми за балканску кампању 2. оклопна дивизија је већ средином марта била стационирана у Румунији. Након тога је кренула преко Дунава у Бугарску и стигла у Ћустендил, на саму границу ка Краљевини Југославији. Ти је била стационирана од 21. марта 1941. до пуча у Југославији 27. марта када је премештена на тромеђу Југосалвија-Бугарска-Грчка, у околину бугарског града Петрич. Априлски рат је отпочела нападом на Краљевину Југославију у зору 6. априла.
Истога дана заузела је Струмицу и наставила у правцу Радовишта и Валандово. 7. априла наставила је наступање правцима Струмица – Валандово и Радовиште – Штип и до мрака њена претходница је избила на Вардар, док је главнина 2. оклопна дивизије готово неометано наступала ка југу, у правцу Дорјанско језеро|Дорјанског језера, где су стигле око 23:00 часова. Након што је оставила слабије снаге у области Струмица – Радовиште – Валандово, 8. априла ујутру, 2. оклопна дивизија је продрла у Грчку и заузела Кукуш тј. Киклис.
У Грчкој, уз снажан отпор, 2. оклопна дивизија наставља даљи продор ка југу Балканског полуострва – 9. априла заузима Солун, пробија одбрану код Тремопила и нападајући даље, уз повремене једнодневне одморе, стиже у Атину 27. априла. Ту ће 3. маја 1941. учествовати у у свечаној паради пред фелдмаршалом Вилхелмом Листом.
Након параде у Атина|Атини, 2. оклопна дивизија се ради што лакшег пребацивања и концентрације на подручју предвиђеном планом „Барбароса“ дели на две дела. Део дивизије „на точковима“ – моторна возила, камиони, лака борбена и извиђачак возила – био је упућен копненим путем кроз Грчку, преко Флорине, Велеса, Призрена, Пећи ка Котору и Дубровнику уз море до Сплита и Шибеника. Ту су возила, опрема и људство били укрцани на возове, да би шинама стигли до Трста, а одатле преко превоја Бренер у Немачку, до Аугсбурга, који је био одређен за ремонт возила.
Други део 2. оклопне дивизије „на гусеницама“ био је у Коринтском заливу, у луци Патрас укрцан у бродове „Кибфелс“ и „Марбург“. Ови бродови укрцавали су тенкове, оклопна кола на гусеницама, оклопне транспортере и вучне возове на гусеницама, тзв. тегљаче, и превезли их преко Јонског мора у италијанску луку Таранто. Ту је тај транспорт био утоварен не железничке вагоне и превезен преко Италије у Немачку, такође на ремонт. Требало је сада ту операцију поновити још једном. Када су била укрцана и преостала возила у Патрасу и чим су бродови „Кибфелс“ и „Марбург“ испловили из Патраса и мало се удаљили од острва Кефалонија у Јонском мору држећи курс ка Таранту, спазила их је британска подморница. Са два торпеда оба брода су погођена и под тешким теретом веома брзо потонула. Тиме је половина главног дела – „на гусеницама“ отишла на дно Јонског мора а не ка будућем Источном фронту.
2. оклопна дивизија је након ремонта, освежења и попуне кренула ка Источним фронту и то поново у два дела. Део дивизије „на точковима“ био је искрцан у рејону Гродна – града у Совјетском Савезу, на западној граници са Пољском, а део „на гусеницама“, много источније, на заузетој совјетској територији, код Смоленска. И то, тек крајем септембра. Чак ни тог месеца. 2. оклопна дивизија није била ступила у борбени поредак, већ је први борбени задатак примила почетком октобра.
„Ратни дневник“ 2. оклопне дивизије (извод):
2. октобар 1941.
„Заузет положај на реци Десни ради онемогућавања непријатељског пробоја из окружења …“
Тада су увелико беснеле битке код Вјазме и Брјанска. Немачка Врховна команда све дотле није могла да рачуна на једну од својих нијелитнијих оклопних дивизија. Засигурно је да једна или две дивизије у великом походу против Совјетског Савеза нису могле да решавају његов исход. Али, с обзиром на чињеницу да је време изгубљено и да је датум напад био одложен, тај фактор добија на тежини и мораће кад-тад да буде свестраније анализиран.
Немачка Врховна команда стриктно је морала да води рачуна о евентуалном одсуству сваке дивизије из операције „Барбароса“ а нарочити оклопне. Због тога је била упорна у одлуци да се једном одложени датум напад на Совјетски Савез више не враћа на неки претходни датум. Хитлер је прво одложио тај датум за четири седмице, а затим је тај рок, такође његовом одлуком био одложен за још недељу дана – на 22. јуни. Мада је немачки Генералштаб, узимајући у обзир све евентуалне могућности у обзир, предлагао да се датум напад помери за 25. јун, Хитлер је био другачијег мишљења.
Хелмут Грајнер, генерал-мајор, хроничар „Ратног дневника“ Врховне команде Оружаних снага:
„После капитулације југословенске војске 17. априла и грчке епирске армије 21. априла Главна команда Копнене војске јавила је следећег дана да се пребацивања снага са Балкана на Источни фронт може предвидети за 22. јуни, тако да источна кампања може отпочети 25. јуна. 
С обзиром да је, изгледало могуће да се ипак за још неколико дана скрати рок транспорта, Хитлер је, после извештаја начелника штаба Врховне команде Копнене војске о такозваном ’Б’ дану, одлучио 30. априла 1941. да напад почне 22. јуна.“
генерал-мајор Грајнер у истом тексту индиректно наводи да Хитлер више није хтео ни да чује за неко ново одлагање датума напада. То потврђује директно и генерал-пуковник Франц Халдер, начелник штаба Врховне команде Копнене војске.
Франц Халдер, генерал-пуковник, начелник штаба Врховне команде Копнене војске („Ратни дневник“.):
„22. маја 1941. : вероватна нужност – одлагање термина за „Барбароса“.
27. маја 1941. : Врховна команда Оружаних снага захтева одржање термина за „Барбаросу“.
30. маја 1941. : ФИРЕРОВА ОДЛУКА (подвучено у оригиналу) термин 22. јуни мора се чврсто одржати.“
Ерих Винхолд (у „Другом светском рату“):
„Брилијантна, муњевита победа на Балкану ојачала је и иначе дубоко укорењено убеђење о немачкој непобедивости, па је тим више и Хитлер сада био апсолутно уверен да ће моћи и Совјетски Савез да потуче једним таквим ’муњевитим ратом’. А то је била фатално погрешна процена.“
Одлагање почетка напада на СССР била је првостепени фактор — чињеница од примарног значаја за даљи ток Другог светског рата, Међутим, са чисто војног становишта ваља разлучити фактор „време“ на два узајамно прожета дела:
а) за страну која напада: У ОВОМ СЛУЧАЈУ одлагање почетка агресије представња губитак времена због скраћивања периода који остаје од почетка извођења напада до почетка зиме (која онемогућава или отежава даље продирање). Тај губитак био је изражен у краћем временском периоду предвиђеном за агресивне операције.
б) за страну која прима напад: померање датума напада представља добитак времена, наравно, под условом да се интервал од првог до другог термина – у овом случају од 15. маја до 22. јуна 1941. искористи за припрему и појачавање одбране.
Поред погоршавања односа са Немачком који нагло захладњују од новембра 1940. као и немачког продора на Балканско полуострво Совјетском Савезу је морало бити јасно да му прети све већа непосредна опасност од Трећег рајха. Највишем совјетском руководству стизали су поверљиви извештаји са свих страна о предстојећем нападу. И то још прилично доста пре напада на Краљевине Југославију и Грчку, а нарочито када су се две армије са Балкана нескривено запутиле ка границама Совјетског Савеза. Врховна команда Црвене армје имала је тада потпуно јасну слику о немачким војним покретима, о пребацивању великих војних снага и концетрацијама трупа. Крајем априла 1941. нико у Генералшатабу Совјетског Савеза није сумњао у пердстојећи немачки напад. Нико осим самог Јосифа Висарионовича Џугашвилија Стаљина.
По једном, међу историчарима већ деценијама веома распрострањеном мишљењу, једини је Стаљин одбијао да прихвати веродостојност извештаја који су му били подношени веома чврсто верујући да Хитлер неће погазити немачко-совјетски споразум о пријатељаству. Нарочиту скепсу је изражавао у оне извештаје који су стизали са „капиталистичког Запада“, а пре свега из Уједињеног Краљевства. Британска влада је два пута у току априла 1941. обавестила Стаљина о великим покретима немачких трупа и њиховој концентрацији на совјетској граници. Стаљин је отворено сумњао да су то смицалице Винстона Черчила и осталих „прљавих капиталиста“ који хоће да испровоцирају совјетско-немачки сукоб да би из њега извукли „империјалистичке интересе“ за себе, Уједињено Краљевство и цео „капиталистички Запад“.
Чак ни извештаји о све учесталијим прелетањима немачких извиђачких авиона совјетске територије, као ни поуздани извори из Токија и Брисела који су обавештавали да је напад неминован и чак прецизирали датум — уз разлику од мање или више седам дана — само су још више уверавали Стаљина да су то подметнуте информације како би се погоршали односи Совјетског Савеза и Немачке.
Међутим, под великим притиском Генералштаба морао је пристане на одређене веома прикривене и ограничене одбрамбене захвате у граничном појасу и непосредној дубини совјетске територије према Финској, Немачкој, Мађарској и Румунији плашећи се да би и тиме могао да евентуално беспотребно испровоцира немачки напад. Многи совјетски виши команданти због тога су самоиницијативно, на сопствену одговорност и ризикујући животе, изводили интензивније одбрамбене припреме у граничним подручјима са Немачком.
Дана 6. маја Стаљин је, под притиском чланова Политбироа преузео председништво Совјета народних комесара, чиме је појачао свој непосредан утицај на могуће догађаје, а 21. јуна СТВАКА – оперативно одељење Врховне команде Црвене армије – је наредила ојачање борбене готовости совјетских трупа у граничним областима.
По другом историјском мишљењу, које почиње последњих година постепено да преовлађује, Стаљин је планирао да након великих чистки крајем тридесетих година, модернизује, преоружа и појача Црвену армију до 1942—1943. и да она тада буде спремна да нападне Немачку. То је све било у складу са совјетским офанзивним доктринама да ће се будући рат водити на непријтељевој територији и да ће се „светска револуција“ и комунизам проширити Европом. Ово мишљење је веома лепо изложио Џон Ериксон, пензионисани професор студија Одбране на Универзитету у Единбургу у својој расправи „Барбароса, јун 1941: Ко је кога напао?“
Курт фон Типелскирх, генерал-потпуковник, након рата војни историчар (у „Историји Другог светског рата“):
„Сигурно да совјетском извиђању није промакло да је немачко војно тежиште знатно померено на Исток. Руско вођство предузело је противмере. 10. априла 1941. одлучио је Руски ратни савет, под председништвом Тимошенка, да уведе стање приправности на западној граници, уз повећање војних мера на целом свом западном фронту. Већ 1. маја уследиле су даље хитне ратне припреме и противмере за одбрану западне границе. Пре свега било наређено да се упуте нови војни обвезници у граничне јединице.“
Валтер Варлимонт, генерал-потпуковник, помоћник начелника Оперативног одељења Врховне команде Оружаних снага (изјава – сведочење):
„Од марта до априла, не могу да прецизирам, али то ћете наћи у документима, Руси почињу да убрзавају своје ратне припреме. Према извештајима наше службе осматрања, то су биле одбрамбене мере и преоружавање војске. Уследило је и јачање Црвене армије новом мобилизацијом, мислим у месецу мају. Знам да је након тих извештаја мој шеф Јодл тврдио да је Хитлер у праву када каже да су то руске припремне акције за напад на нас. Па, да када су они већ спремају онда боље да ми то први учинимо. Давао је Хитлеру за право што ћемо извршити напад. Укратко, Руси све до почетка тог напад интензивно изграђују утврђену линију између Дњестра и Пејпуског језера, названу „Стаљинову линија“.
Постојање те „Стаљинове линије“ совјетска историографија једноставно не признаје: ’Њу је немачко командовање измислило, вероватно из војно-пропагндних разлога’“.
Франц Халдер, генерал-пуковник, начелник штаба Врховне команде Копнене војске, („Ратни дневник“, 29. март, пуковник Еберхард Кинцел из Финске) – (пуковник Кинцел је од 1939. био је начелник војно-обавештајног (I-c) одељења „Стране војске Исток“у Врховној команди Копнене војске. То је било специјално обавештајно-аналитичко одељење које је прикупљало податке од свих обавештајних инстанци и органа о Совјетском Савезу. Према Халдеру, из Финске и Турске биле су током рата добијане најпоузданије информације о Совјетском Савезу, а нарочито у периоду припрема операције „Барбароса“.)
„а) у европском делу Русије – 15 дивизија више него што је досада утврђено;
б) руски оклопни корпус „Псков“ од две оклопне дивизије: по два пука тенкова и један пук противтенковских топова;
в) падобранске трупе: десет бригада по три батаљона.“
Еберхард Кинцел Врховној команди Копнене војске, 4. април 1941.
„ ...
Извештај о ситуацији у Русији: Јачину руске војске у европској Русији треба сматрати снажнијом него раније. Финци и Јапанци то одувек тврде. Укупан број се процењује на 171 дивизију, 36 коњичких дивизија и 40 моторизованих бригада.
Новоформирани оклопни корпус од три дивизије размештен је, како изгледа, око Лењинграда.“
Франц Халдер, генерал-пуковник, начелник штаба Врховне команде Копнене војске, („Ратни дневник“, 26. април, пуковник Кинцел, Русија):
„Повећано мирнодпоско стање војске (око 170 дивизија) може се сматрати оствареном ратном јачином. Да су формиране и јединице за снабдевање, у то се може сумњати. 
Ради снабдевања материјалом непрестано се крећу композиције (нпр, 250 према области Вилнуса), вероватно за попуну до ратне јачине, поготову што досад нису биле потпуно опремљене бројне дивизије, пре свега у артиљерији.
Кребс јавља (из Москве) да многи делови трупа нису снабдевени материјалом. Особље (совјетско) жали се на мањак у командном кадру. Пуковим акомандују млади мајори, дивизијама – пуковници. 
Згушњавање на западу извршено довођењем нових (десет) дивизија, пре свега из Бјалистока и Лавова. Иза чврсто затвореног фронта према западу стоје четири оклопне групе различите јачине.“
22. мај 1941.
„Мајор Вестберг (Фото-одељење Врховне команде Ваздухопловства): – На основу ваздушних снимака ескадриле Ровел у руској пограничној области, јасно се запажају бескрајни одбрамбени радови (нарочито копање противтенковских ровова) дуж границе. Снимци потврђују наше мишљење о одлучности Руса да се држе на граници.
Мајор Шилдкнехт (Стране војске Исток): Реферат о прегруписавању руске војске на немачким границама: јачина, како што је већ закључено. Одбрамбени распоред у три велике групе:
Балтик – једна групација састава две армије, позади једна група оперативне резерве, једна група стратегисјке резерве.
Центар – једна групација састављена од три армије, позади једна армија оперативне резерве, једна група стратегијске резерве (?).
Југ – једна групација, три армије, једна група оперативне резерве.
Самостални Прут-фронт: једна групација.“
6. јуни 1941.
„ … Пораст покрета руских ваздухопловних снага…“
7. јуни 1941.
„ … На граници код Лењинграда марширају четири дивизије…“
Немачки генерали тврде да је СССР добро користио време одлагање операције „Барбароса“ за пет седмица. А шта је о томе, заправо, говорила некадашња совјетска страна:
Алексаднар М. Васиљевски, маршал Совјетског Савеза (мемоарско сведочење):
„У фебруару 1941. Немачка је почела да пребацује своје трупе на совјетску границу. Подаци који су пристизали у Генералштаб, Народни комесаријат одбране и Народни комесаријат Иностраних послова, у све већој мери су потврђивали непосредну опасност од агресије.
У таквим околностима су Генералштаб у целини и наша оперативна управа, уносили коректуре у план концентрације и борбеног распореда оружаних снага Совјетског Савеза ради одбијања напада непријатеља са запада, који је био разрађен током јесени и зиме 1940. године. С обзиром на све већу опасност од немачко-фашистичке агресије, Народни комесаријат одбране и Генералштаб не само што су уносили коректуре у већ израђени оперативни и мобилизациони план за одбијање неизбежног напад на нашу земљу, већ на основу директива Централног комитета Партије и совјетске владе предузимали читав низ врло важних мера предвиђених у тим плановима, које су имале за циљ јачање одбрамбених способности наше западне границе. Нпр. средином маја 1941. на основу директива Генералштаба започето је пребацивање неколико армија (укупно 28 дивизија) из унутрашњости у пограничне војне округе, чиме је започета реализација плана концентрисања и распоређивања совјетских трупа на западним границама. Почетком јуна 1941. позвано је на вежбу око 800.000 резервиста, који су упућени као попуна у трупе око пограничних војних округа и њихове утврђене војне рејоне. 
У мају и јуну 1941. железницом су пребачене на линију између река Западна Двина – Дњепар трупе 19, 21. и 22. армије из севернокавкаског, сриволшког и уралског војног округа, 25. стрељачки корпус из харковског војног округа, а такође 16. армија из забајкалског војног округа у Украјину, у састав кијевског посебног војног округа. Генералштаб је наредио 27. маја пограничним војним окрузима да хитно изграде пољска командна места фронтова, а 19. јуна да се на њих пребаце команде Прибалтичког, Западног и Кијевског војног округа. Команди одеског војног округа је на сопствену молбу то раније било дозвољено. Између 12. и 15. јуна тим окрузима је било наређено да своје дивизије, дислоциране у дубину округа, пребаце ближе државној граници. Ти исти окрузи су 19. јуна добили наређења да маскирају аеродроме, војне јединице, возни парк, складишта и базе, и да разреде авионе на аеродромима.“
Константин Г. Рокосовски, маршал Совјетског Савеза (мемоарско сведочење):
„У мају 1941. командант Кијевског војног округа Михаил П. Кирпонос предузео је с повереним му јединицама ратне маневре, на којима је учествовао и наш моторизовани корпус садејствујући са 5. општевојскованом армијом на правцу Ровно-Луцк-Ковељ.
За време ратних маневара упознао сам терен у пограничној зони на правцу вероватних операција корпуса, а и на другим секторима. Изградња утврђеног рејона тек је почела да добија на замаху.“
Иван Х. Баграмјан, маршал Совјетског Савеза (мемоарско сведочење):
„Ускоро је Генералштаб издао директиву да се у план заштите државних граница унесе низ суштинских измена. То је уследило одмах после окупације Југославије од стране фашистичких трупа. Комнади округа било је наређено да знатно повећа састав трупа које су биле издвојене за непосредну одбрану државне границе.
У другој половини априла руководство Црвене армије приметно је почело да форсира спровођење у живот мера за ојачање пограничних округа. Сећам се 26. априла стигло је у наш округ наређење из Москве да се до 1. јуна формира пет окретних артиљерисјко-противтенковских бригада и један ваздухопловно десантни корпус. Четири наше стрељачке дивизије реорганизоване су у планинско-стрељачке. Команда округа обавештена је да ће до 25. маја у састав њених трупа стићи са Далеког истока команда 31. стрељачког корпуса.“
Г. К. Жуков, маршал Совјетског Савеза – 1941. начелник совјетског Генралштаба (мемоарско сведочење):
„Ево шта се код нас дешавало.
У току целог марта и априла 1941. Генералштаб је ужурбано радио на прецизирању плана заштите западних граница и на мобилизацијском плану у случају рата. Дотерујући и прецизирајући план заштите западних граница обавештавали смо Ј. В. Стаљина да постојеће трупе прибалтичког, западног, кијевског и одеског војног округа неће, према нашим прорачунима, бити довољно снажне да одбију удар немачких трупа. По нашем мишљењу, неопходно је било хитно мобилисати неколико армија на рачун трупа унутрашњих округа и, за сваки случај, требало их је померити на територију Прибалтика, Белорусије и Украјине, почетком маја. Овај предлог Стаљин није прихватио. Дозволио је само половичне мере.
Одлучено је да се под видом покретних логорских маневара у Украјини и Белорусији пребаце по две армије смањеног бројног стања. Били смо упозорени на неопходност у погледу мера оперативне безбедности.
На дан 13. маја Генералштаб је издао директиву унутрашњим војним окрузима да упућују трупе на запад. Са Урала је пребацивана у Великије Луки 22. армија; из приволшког војног округа пребациван је у рејон Гомеља 21. армија; из северно-кавкаског војног округа пребациванје на линију дуж Западне Двине 25. стрељачки корпус, а из Забајкала у Украјину, у рејон Шепетовке, 16. армија.
У току маја пребацили смо из унутрашњих војних округа ближе западним границама укупно 28 стрељачких дивизија и четири армијске управе.
Крајем маја Генералштаб је дао директиву командантима пограничних војних округа да хитно приступе припремању командних места, а средином јуна издато је наређење да се на њих пребаце фронтовске управе.
Најближе потенцијалном противнику налазило се 47 копнених и шест пограничних одреда, девет самосталних пограничних командатура, 11 пукова из састава оперативних трупа НКВД-а, а такође борбени редови стрељачких дивизија из првих ешалона армија одређених за заштиту граница. Истина је, те стрељачке дивизије нису биле развијене за борбу.
Понекад ме питају зашто на почетку рата са фашистичком Немачком нисмо у пуној мери били припремљени за руковођење ратом и командовање армијама на фронтовима.
Пре свега, мислим, исправно би билор ећи да су многи тадашњи руководиоци Народног комесаријата одбране и Генералштаба превише какнонизовали искуства из Првог светског рата. Већи део командног кадра Оперативно-стратегијског одељења, укључујући и руководство Генаралштаба, теоријски је схватио промене настале у карактеру и методама вођења Другог светског рата. Међутим, они су се, заправо, припремали да воде рат по старој шеми, погрешно сматрајући да ће велики рат отпочети, као и пре, од пограничних битака, а главне снаге противника ће се укључити тек касније. Али, супротно очекивањима, рат је почео одмах с офанзивом свих копнених и ваздушних снага хитлеровске Немачке.
Треба такође признати да одређени део одговорности за грешке у припреми оружаних снага у почетку ратних сукоба сносе народни комесар одбране, као и одговорни функционери Народног комесаријата одбране. Као бивши начелник Генералшатаба и најближи сарадник народног комесара не могу да одбацим и своју кривицу за те грешке.
На крају, важну улогу имало је и то што је Ј. В. Стаљин до последњег тренутак – до почетка хитлеровског напада на Совјетски Савез – није напуштала нада да се почетак рата може одложити. То је донекле спутавало и народног комесара одбране, који се није могао одлучити да пође ка Стаљину с пројектом формирања СТАВКЕ Врховне команде све до пролећа 1941.
Многи посебно инсистирају, поготову у масовним и јавним публкацијама, на чињеницама-упозорењима, да се припрема напад на Совјетски Савез, да се врше концентрације трупа на нашим границама итд. Међутим, као што показују документи откривени после пораза фашистичке Немачке, на Стаљинов сто доспело је много извештаја сасвим друге врсте. Ево једног примера.
По налогу Хитлера издатог на саветовању 3. фебруара 1941, начелник немачке Врховне команде фелдмаршал Кајтел издао је 15. фебруара 1941. године специјалну „Директиву за дезинформисање противника“. Да би припреме за операцију „Барбароса“ остале у потпуној тајности, обавештајна и контраобавептајна служба немачког Генералштаба разрадиле су и предузеле многобројен акције на ширењу лажних гласина и информација. Пребацивање трупа у правцу Истока објашњавано је тврдњом да је реч о највећем дезинформационом маневру у историји, како би се одвратила пажња од последњих припрема за искрцавање у Енглеску.
Масовно су биле штампане топографске карте британских територија. Трупама су били додељивани преводиоци-стручњаци за енглески језик. Припремана је блокада неких рејона на обали Ламанша у оклини Па де Калеа и на норвешкој обали. Ширене су информације о тобожњем ваздушно-десантном корпусу. На обалама су постављене лажне ракетне батерије. Међу сопственим трупама ширене су вести у две варијанте. Према првој варијанти, трупе Вермахата ће бити пуштене преко совјетске територије да крену у напад на Индију. Да би се појачала верзија о искрцавању на енглеску територију, разрађене су специјалне операције под шифрованим називима „Seehund“ и „Harpun“. Целокупна пропаганда се обрушила на Енглеску, обуставивши објављивање својих уобичајених испада против Совјетског Савеза. У тај рад укључиле су се дипломате итд.
Подаци и информације сличне врсте условљавали су, упоредо са постојећим недостацима у погледу опште борбене готовости наших оружаних снага, ону претерану опрезност коју је Ј. В. Стаљин показивао када се радило о спровођењу основних мера предвиђених оперативно-мобилизацијским плановима у вези са припремама за одбијање могуће агресије.
Желећи да сачува мир, одлучујући услов изградње социјализма у Совјетском Савезу, Ј. В. Стаљин је видео да владе Енглеске и Сједињених Америчких Држава чине све да би Хитлера гурнуле у рат против Совјетског Савеза, а да су Енглеска и друге западне државе, нашавши се у тешкој војној ситуацији и желећи да се спасу оног најгорег, крајње заинтересоване за то да Немачка нападне овјетски Савез. Ето због чега је Ј. В. Стаљин тако неповерљиво примао информације влада о припремама Немачке за напад на СССР … “
П. А. Жилин, генерал, (мемоарско сведочење – „Великаја Отечественнаја војна“):
„Ваља имати у виду да наше трупе нису биле доведене у стање борбене готовости и нису завршиле стратегијски развој, већ су биле размештене на широком фронту од Барценовог до Црног мора и у дубину од преко 400 km. Рат је затекао у фази формирања, преформирања и реорганизације знатан део јединица које су се уз то премештале из једне тачке у другу у вези са пребацивањем на запад …“
Према мемоарским сведочењима четворице совјетских маршала и једног генерала време у периоду одлагања напада на СССР било је прилично коришћено и искоришћено. Тај период је, сходно тим сведочењима, био чист добитак у времену за совјетску државу.

## Закључак
Веома често, слободно се може изразити, потцењиван, још чешће минимизиран, Априлски рат 1941. године се у светској историјографији своди на скоро безначајну епизоду до сада највећег светског сукоба, а његов ефекат на 12 дана трајања. Као да се притом заборавља да су се у то доба сви ратови у Европи и одбројавали данима. Или, губи се из вида противречна мишљења, међу којима је и оно да је „југословенски Априлски рат зауставио и практично ’приковао’ стотине немачких дивизија на граници СССР – Немачка свих 35 дана, што није могла 1941. ни Црвена армија све до Москве ...“
Када су се осамдестих година XX века из јапанских архива појавили документи о плановима и одлука Царског империјалног Генаралшатаб на Далеком истоку пало је потпуно другачије светло на операцију „Барбароса“. У тим документима се веома јасно указује да су одбрана односно евентуални очекивани пад Москве имали крупну и решавајућу одлуку у јапанским плановима:
„У случају пада Москве до августа 1941... јапански Генаралштаб израдио је благовремени план да одмах после тога ступи у рат на страни Немачке против Совјетског Савеза.“ 
(Џон Толанд: Успон и пад јапанског империја, CIP – Загреб, 1982, стр. XIII и даље)
Познато је да је десетог дана након немачког напада на СССР, на дан 2. јула 1941, у Токију заседало највише државно и политичко тело Јапана, под председништвом цара Хирохита – Царска империјална конференција. Тада су биле донесене судбоносне одлуке о јапанском учешћу у рату:
„Прва одлука: Тројни пакт неће бити примењен на СССР – тј. Јапан се уздржава од учешћа у рату;
Друга одлука: Пакт о неутралности са СССР-ом остаје у важности;
Трећа одлука: Ако у међувремену Немцима успе да заузму Москву, Јапан ће ревидирати свој став и ући у рат … Јапан ће држати своје снаге у приправности.“
(Robert Guillain: L’espion qui sauva Moscou, Seuli, Paris. (1981). стр. 124и др)
Према овим документима уопште није искључено да би у случају пада Москве СССР морао да ратује на два фронта, а да ли би пад Москве изазвао и колапс Совјетског Савеза врло је вероватно.